# 혼노지

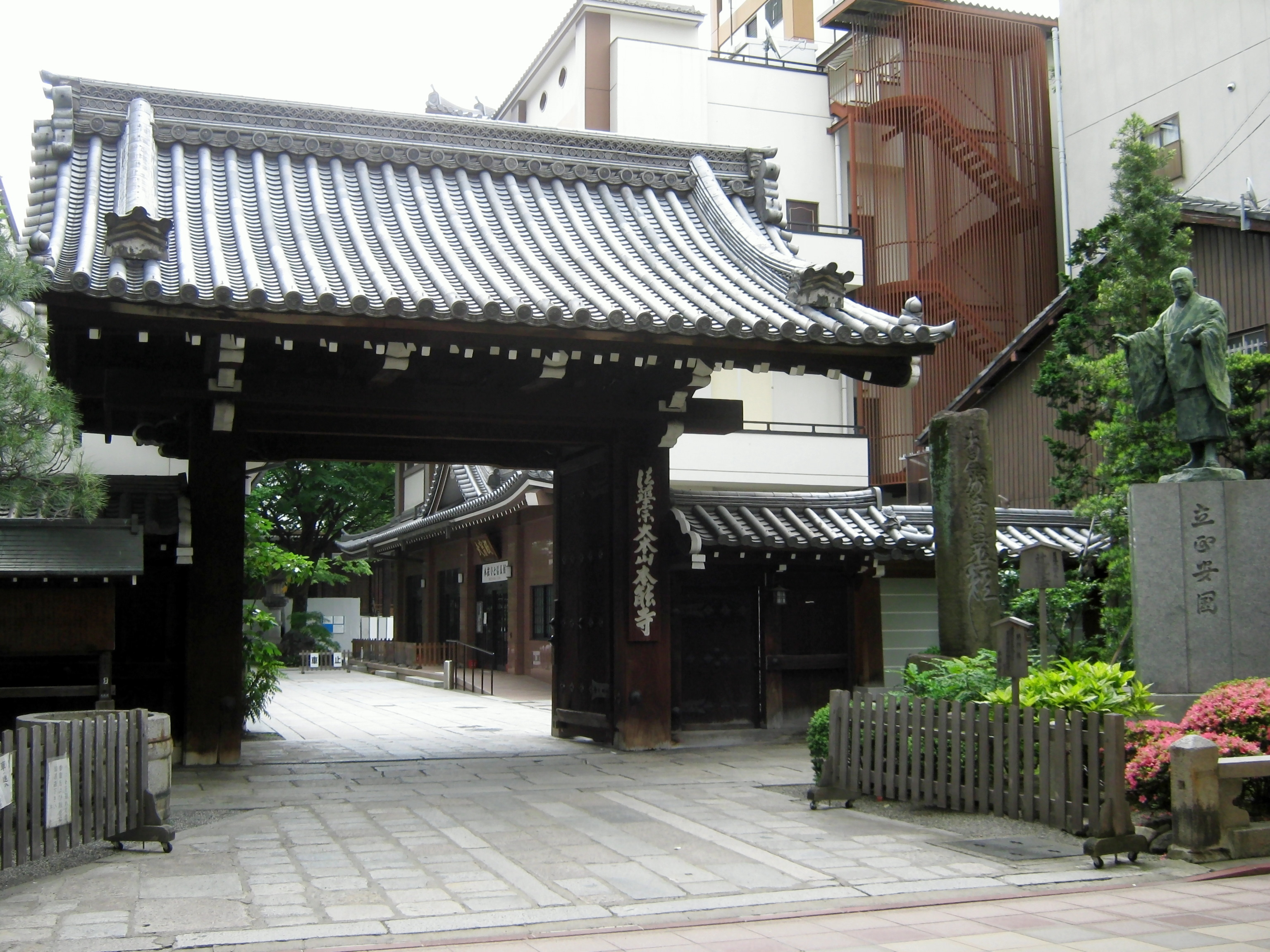
절의 정문

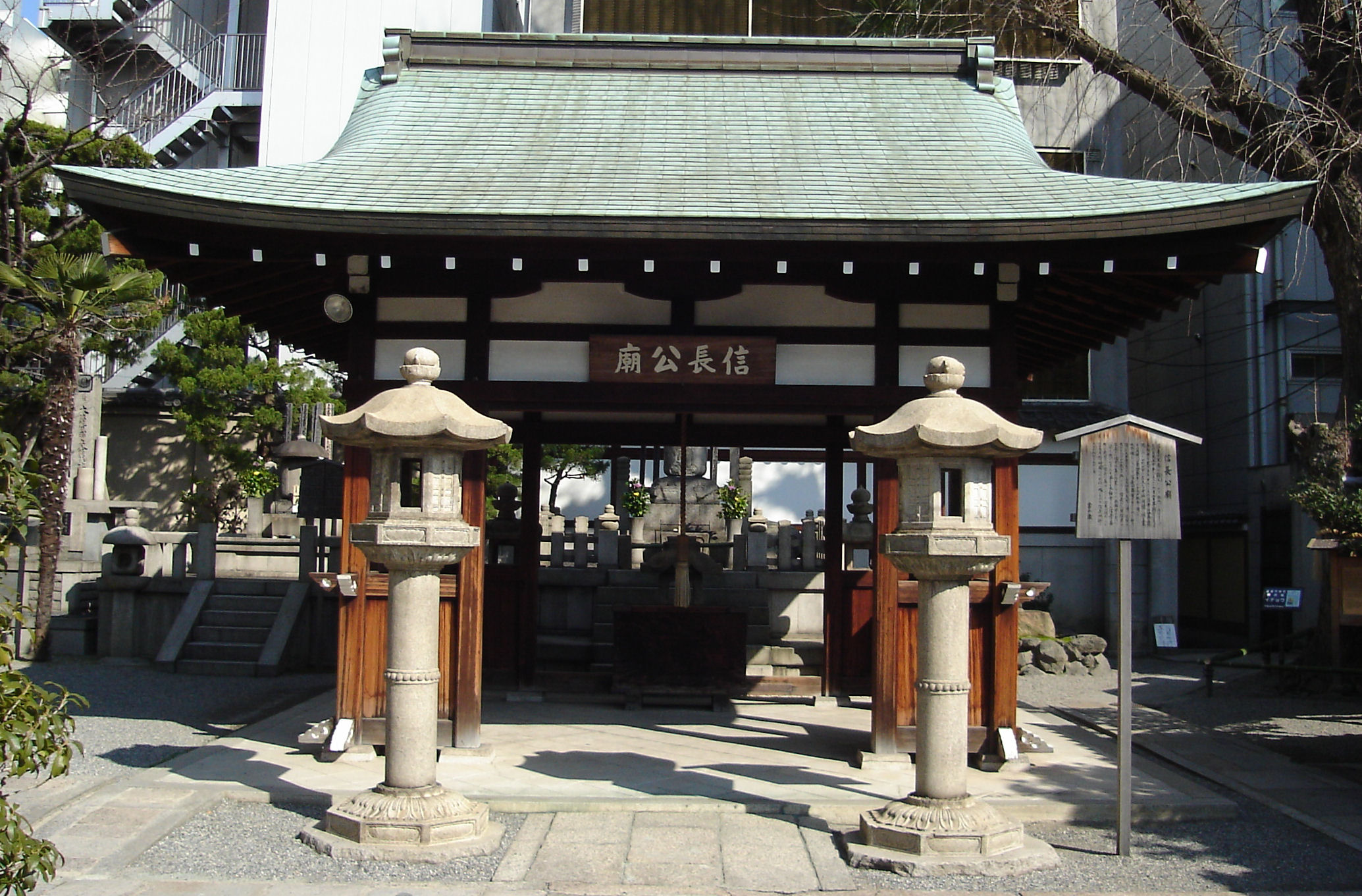
오다 노부나가의 묘

혼노지(일본어: 本能寺)는 교토부 교토시 나카교구에 위치한 법화종 본문류(法華宗本門流)의 중심이 되는 일본의 불교 사원이다. 본존(本尊)은 십계만다라(十界曼荼羅)이다. 오다 노부나가가 아케치 미쓰히데에게 배신을 당해 자결한 혼노지의 변이 발생한 장소로 유명하다. 경 내에는 7개의 작은 절(혜승원(恵昇院), 연승원(蓮承院), 정성원(定性院), 고준원(高俊院), 본행원(本行院), 원묘원(源妙院), 용운원(龍雲院))이 있다.

## 같이 보기
- 혼노지의 변